# Gugalanna
Nella mitologia mesopotamica, Gugalanna (letteralmente "Grande toro del cielo" dal sumero gu="toro", gal="grande", an=cielo", -a "del") era una divinità sumera così come una costellazione conosciuta oggi come la costellazione del Toro, uno dei dodici segni dello Zodiaco.
Gugalanna era stato il primo marito della dea Ereškigal, la dea del "reame dei morti", un territorio privo di luce. Venne inviato dalla dea Inanna, sorella di Ereškigall, per vendicarla di Gilgamesh, che aveva rifiutato le sue proposte sessuali. Gugalanna, "i cui piedi fanno tremare la terra", venne però ucciso e smembrato da Gilgamesh e da Enkidu. Inanna osservò dall'alto delle mura della sua città ed Enkidu, sfidando la dea, prese le coscia di Gugalanna e le mostrò agitandole dinanzi alla dea, minacciandola che avrebbe fatto lo stesso con lei se fosse riuscito a catturarla. Per la sua empietà, Enkidu morì più tardi. 
Per condividere il dolore della sorella, Inanna decise di scendere negli inferi, così come raccontato nel poema La discesa di Inanna agli inferi.
Nell'epoca in cui il mito venne composto, l'equinozio di primavera, a causa della precessione degli equinozi non avveniva sotto la costellazione dell'Ariete, ma sotto quella del Toro. Segnava l'inizio dell'anno agricolo con la festività del nuovo anno (Akītu, da á-ki-ti-še-gur10-ku5, o "semina dell'orzo"), un'importante data nella religione mesopotamica. La morte di Gugalanna, rappresenta l'oscuramento di questa costellazione causato dalla luce del sole, con cui Gilgamesh veniva identificato.